# 王家敏
王家敏（Leanne Wong，1984年9月30日—），香港藝人及歌手。生於香港，畢業於澳洲南澳大學。曾就讀美國普渡大學purdue university商學院。前英皇娛樂合約及前香港亞洲電視合約女藝員。曾於2002年參加TVB全球華人新秀歌唱大賽香港區選拔賽，並獲得「最具新人類風采獎」。2004 年出演 TVB 赤沙印記@四葉草2 飾校花角色，而觀眾所認識。並在2011年參選亞洲小姐競選並榮獲香港區冠軍及總決賽亞軍。
2009年，失意香港樂壇的王家敏捲土重來，參選2009年度香港小姐競選，順利進入第二輪面試但被淘汰，無法成為10位入圍的候選佳麗之一。
2011年，王家敏的英文名由Koey改名為Leanne，以財經公關的身份參選亞洲小姐競選，於大中華總決賽奪得由眾佳麗現場投票選出帶有貶義的「最孤獨精大獎」而露出不快之神情，後晉身總決賽並當選亞軍。
2012年，王家敏為宣傳該年亞姐競選時稱亞洲電視是共產黨的言論而受到注目。
2013年，她接受本港台節目《亞姐百人》訪問時透露參選亞姐期間自己都十分猶豫，因為怕輸，所以有想過退選。

## 演出作品

### now.com
- 一起喝采（2003） 飾 浩南

### TVB
- 赤沙印記@四葉草.2（2004）[12] 飾 李麗媚
- 學警雄心（2005） 飾 林敏芝

### 亞洲電視
- 亞姐睇樓 (2011)
- 亞洲星光大道 星級舞鬥 (2012)
- 亞姐百人 (2013)
- 亞洲小姐競選總決賽擔任頒獎嘉賓 (2018)

### ViuTV
- 好人好姐 飾闊太 (2020)

## 獎項
- 2011亞洲小姐競選大中華總決賽：最孤獨精大獎
- 2011亞洲小姐競選總決賽：亞軍

## 外部連結
- 王家敏Leanne 新浪微博 （页面存档备份，存于）
- 王家敏的Instagram帳戶

| 前任： 維他·芝寶絲娃 | 亞洲小姐競選亞軍 2011年 | 繼任： 齊真晨 |